# CASSIOPEE
Pour les articles homonymes, voir Cassiopée.
CASSIOPEE (Chaine Applicative Supportant le Système d’Information Orienté Procédure pénale Et Enfants) est un fichier français contenant des informations relatives aux plaintes enregistrées par les adjoints administratifs et les greffiers dans le cadre de procédures judiciaires. Ce fichier contient notamment l'état civil, les données bancaires, les coordonnées de prévenus, témoins ou encore des victimes et parties civiles. On y retrouve tous les évènements d'une procédure pénale, de l'enregistrement de la procédure de police et de l'instruction jusqu'au jugement.

## Utilisation
Le traitement CASSIOPEE, mis en œuvre dans les tribunaux judiciaires, a pour objectif d'améliorer le délai de traitement des procédures, et d'assurer l'information des victimes. C'est le ministère de la Justice qui est directement responsable de ce fichier. Installé à partir de 2008, il « sert à la rédaction des différents actes de procédure : commissions rogatoires, ordonnances, interrogatoires » et doit faciliter l'échange d'information entre les parquets.

## Conservation
Les informations contenues dans ce fichier sont conservées pendant un délai donné dépendant des circonstances. Dans le cadre d'une procédure pénale, ces informations sont conservées :
- 10 ans renouvelables à chaque mise à jour,
- 20 ans lorsque la personne a été condamnée à une peine criminelle ou lorsque la procédure porte sur une infraction à laquelle s'applique le délai de prescription de l'action publique prévu aux articles 706-25-1 (actes de terrorisme) et 706-31 (trafic de stupéfiants et association de malfaiteurs) du code de procédure pénale,
- 30 ans lorsque la procédure porte sur une infraction à laquelle s'applique le délai de prescription de l'action publique prévu aux articles 706-25-1 et 706-31 du code de procédure pénale.

## Coût
Le Canard enchaîné indique, en reprenant un rapport de la Cour des comptes, que le coût du système Cassiopée est passé de 4,4 millions d'euros en 2006 à 142 millions d'euros en 2018.

## Critiques
Selon le quotidien Libération, « l'usage quotidien de Cassiopée, bardé de bugs, est une plaie » qui pèse particulièrement sur la charge de travail des greffiers.